# Lustenauer Tracht

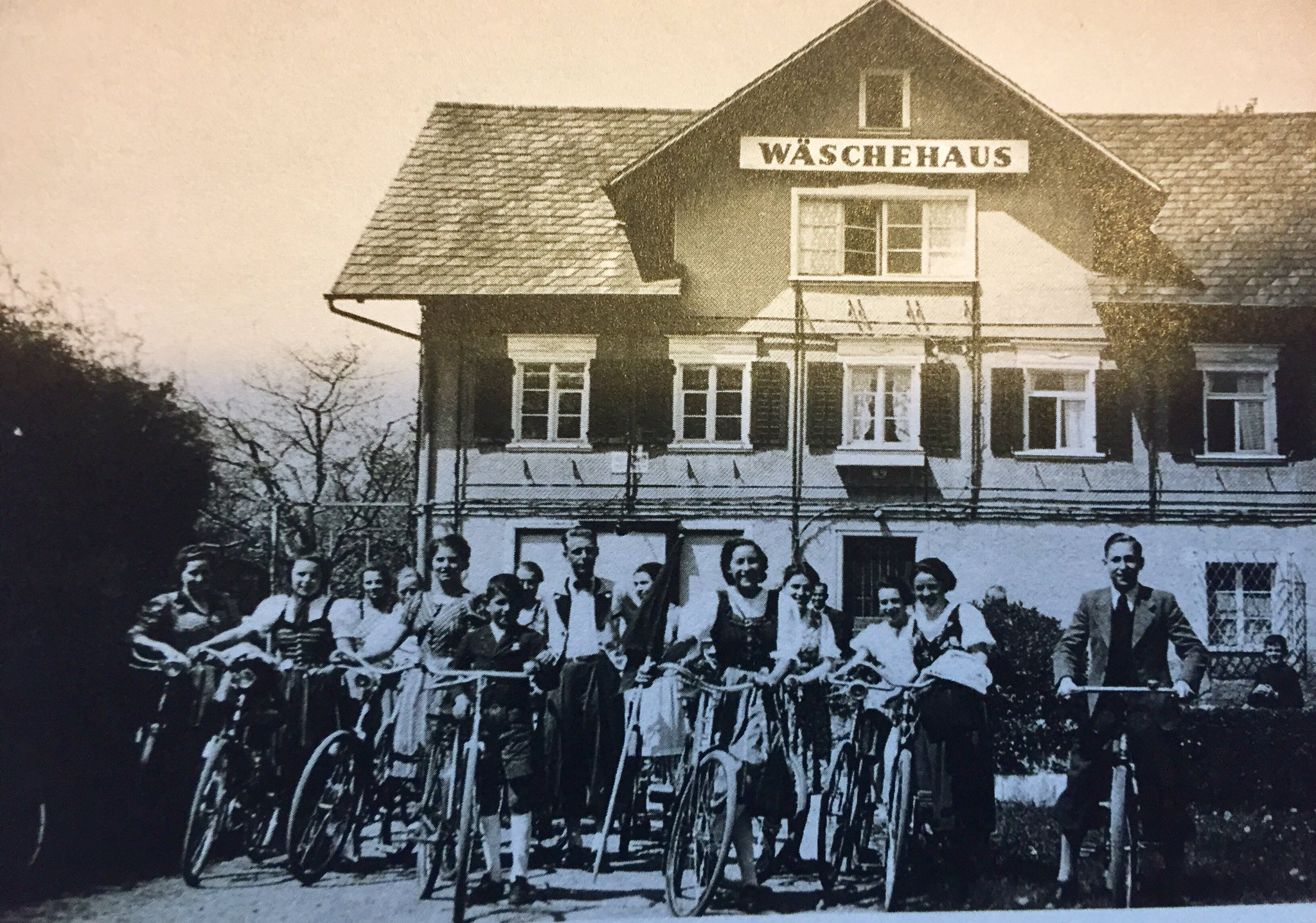
Frauen in der Lustenauer Frauentracht vor einer Wäscherei

Als Lustenauer Tracht wird heute eine von der Trachtengruppe Lustenau (Österreich) getragene volkstümliche Kleidung bezeichnet, die 1950 als Rekonstruktion einer früheren, zwischenzeitlich verlorengegangenen lokalen Tracht entstanden ist.

## Geschichte

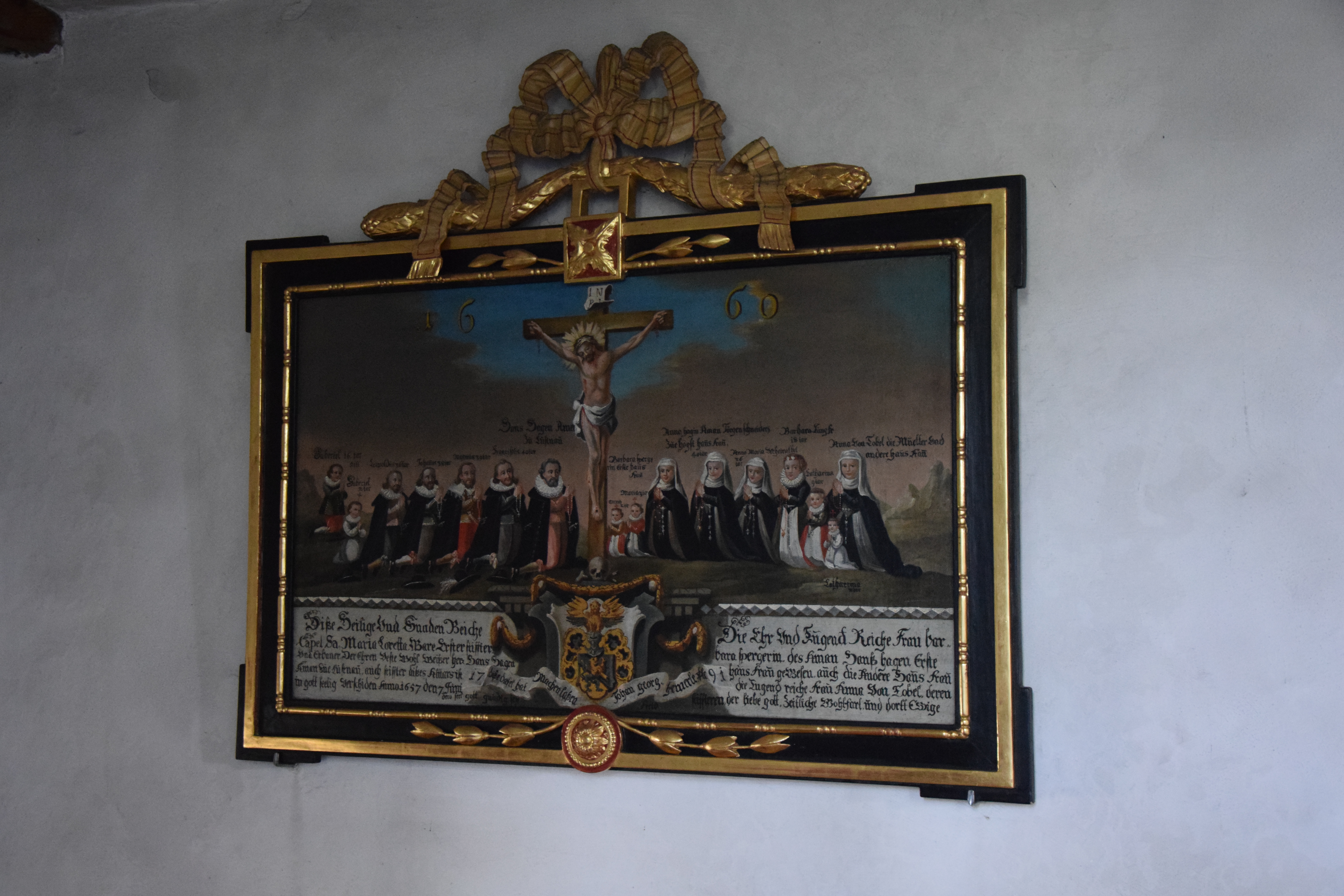
Stifterbild in der Lorettokapelle

Im Gegensatz zum Bregenzerwald, dem Montafon und dem Großen und Kleinen Walsertal hat sich im Vorarlberger Rheintal in der Bevölkerung keine ursprüngliche, überlieferte Tracht erhalten. Dennoch geben alte Gemälde und Fotografien Aufschluss über die traditionelle Kleidung in Lustenau.
Auf dem 1660 entstandenen Stifterbild der Lorettokapelle tragen alle männlichen Personen einen kurzen, fallenden Mantel, eine weiße Halskrause, einen Wams, eine Hose, die unter den Knien geschlossen ist, weiße Strümpfe und Schnallenschuhe. Im Sitzungssaal des Rathauses befinden Gemälde der früheren Ammänner in roten Westen und dunkelbraunen oder blauen Röcken. Auch Fotografien aus dem 19. Jahrhundert zeigen die Männer noch in dunklen Röcken, roten Westen mit silbernen Knöpfen, engen, unter den Knien gebundenen Hosen, weißen Strümpfen und Schnallenschuhen. Als Kopfbedeckung wurde meist ein dunkler, breitkrempiger Hut verwendet, die Verbreitung des Dreispitz ist unsicher.
Die Frauentracht bestand aus einem bunten, reich gefalteten Wollrock mit Schürze, einem ebenfalls bunten Mieder aus Brokatstoff und einem schwarzen Jäckchen. Als Kopfbedeckung diente die Radhaube oder ein einfaches Häubchen, das hinten mit einer Masche mit taillenlangen Seidenbändern verziert war.
Die letzten Zeugnisse dieser ursprünglichen in Lustenau getragenen Tracht stammen aus dem ausgehenden 19. Jahrhundert. Nur 60 Jahre später beklagt der Lustenauer Heimatschriftsteller Hannes Grabher, es sei „davon so wenig übrig geblieben, dass sie kaum mehr richtig beschrieben werden kann“.
Die „moderne“ Lustenauer Tracht wurde von Maria Riedl auf Basis der Überlieferungen entworfen, und 1950 wurde zur Bewahrung dieser Tradition die Trachtengruppe Lustenau gegründet.

## Frauentracht

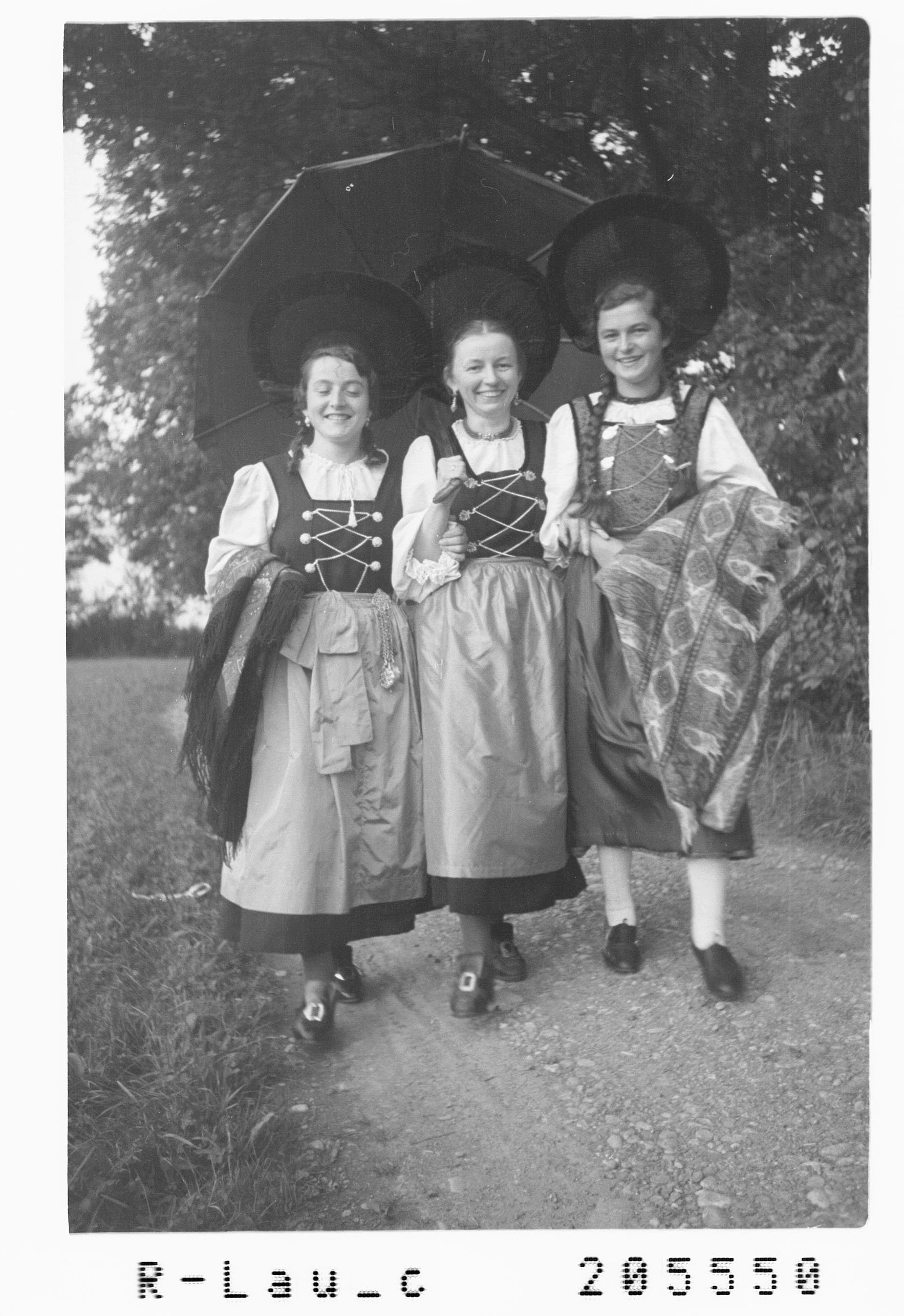
Drei Frauen in Lustenauer Tracht

Bei der Lustenauer Frauentracht wird zwischen der Werktags- und Festtagstracht unterschieden. Bei beiden Trachtenvarianten tragen die Frauen unter dem Mieder eine weiße, hochgeschlossene Bluse mit langen, eckigen Spitzen an den Ärmelrändern, weiße Kniestrümpfe und schwarze Lederschuhe mit Silberschnallen. Die Spitzen an den Blusenärmeln werden von Hand gehäkelt. Die Kopfbedeckung der Lustenauer Frauentracht ist eine schwarze Radhaube aus Chenille.

### Werktagstracht
Die Werktagstracht besteht aus einem knöchellangen Dirndlkleid aus einem gemusterten, zweifarbigen Wollstoff. Darüber wird eine glänzende, einfarbige Schürze getragen, die mit einer Masche am Rücken gebunden wird. In der Trachtengruppe wird die Werktagstracht von den Tänzerinnen getragen.

### Festtagstracht
Die Festtagstracht besteht aus einem einfarbigen wadenlangen Dirndlkleid mit einer am Rücken zusammengebunden, gemusterten Schürze. Unter der Schnürung an der Brust wird bei der Festtagstracht ein von Hand gestickter Brustsatz getragen. In der Trachtengruppe wird die Festtagstracht von den Chorsängerinnen getragen.

## Herrentracht
Die Lustenauer Herrentracht besteht aus einem roten Gilet mit doppelreihigen Goldknöpfen, das über einem weißen, langärmeligen Hemd mit schwarzer Krawattenschleife getragen wird, und einer schwarzen Kniebundhose. Darüber trägt man einen Wolljanker mit Goldknöpfen. Dazu kommen weiße Strümpfe und schwarze Lederschuhe mit Silberschnalle. Als Kopfbedeckung trägt man einen Dreispitz.